# Daniel Rous
Daniel Rous (* 28. ledna 1961 Mladá Boleslav) je český herec a dabér.

## Život
Daniel Rous se narodil 28. ledna 1961 v Mladé Boleslavi. Již v dětství vystupoval v Dismanově dětském rozhlasovém souboru. Jeho první televizní rolí byl v roce 1975 Honza v minisérii Nebezpečí smyku. Studoval na hudebně-dramatickém oddělení Státní konzervatoře v Praze, studium dokončil v roce 1980. Poté pět let působil ve Východočeském divadle v Pardubicích a postupně začínal hrát i filmové role.
Rous je také dabérem – jeho velkou dabingovou rolí je Ross v seriálu Přátelé. Daboval také Arnolda Schwarzeneggera ve filmu Barbar Conan pro verzi dabingu VHS a poté namluvil i v pokračování filmu Ničitel Conan pro verzi TV Nova. V letech 2009 - 2020 namlouval upoutávky TV Barrandov. V roce 2019 moderoval televizní pořad Nehoda není náhoda.
Daniel Rous je podruhé ženatý. Z prvního manželství má syna Lukáše (* 1985). Ten se taktéž věnuje herectví, hlavně v divadle.